# Литовский 51-й пехотный полк

Памятная доска на здании

51-й пехотный Литовский Его Императорского Высочества Наследника Цесаревича полк — пехотная воинская часть Русской императорской армии. С 1817 года входил в состав 13-й пехотной дивизии.
- Старшинство — 22 октября 1809 г.
- Полковой праздник — 6 декабря.
- Штаб-квартира — г. Симферополь (лагерь ежегодно при Севастополе).

## Формирование и кампании полка
Полк сформирован 22 октября 1809 г. из 2-го батальона Фридрихсгамского гарнизонного полка и Вильманстрандского гарнизонного батальона, под названием Свеаборгского гарнизонного полка, в составе четырёх батальонов.
11 января 1811 г. из 12 рот Свеаборгского гарнизонного полка был образован трёхбатальонный Литовский мушкёрский полк, названный 22 февраля 1811 г. Литовским пехотным полком. В подразделении было 2457 человек. 
6 ноября 1811 г. полк, с Невским пехотным полком, образовал 2-ю бригаду 21-й пехотной дивизии Финляндского корпуса. Первоначально был дислоцирован в Финляндии, но в условиях французского вторжения был переброшен в августе 1812 года через Ревель в район Риги для прикрытия Санкт-Петербурга. Тогда же части полка заняли Митаву.
В Отечественную войну 1812 года, получив боевое крещение 7 октября 1812 г. у Полоцка, полк принял затем участие в сражениях при Чашниках, Борисове и Студянке.
Перейдя в 1813 г. Вислу, Литовцы вошли в состав корпуса, блокировавшего Данциг, и затем были двинуты в Познань. В отряде генерала Винцингероде полк участвовал в сражении при Лейпциге в качестве резерва и 6 января 1814 г. перешёл Рейн у Дюссельдорфа. Кампания 1814 г. б. ознаменована участием Литовцев в сражениях при Краоне, Лаоне и Париже. 11 января 1815 года Литовский полк прибыл в Санкт-Петербург, а затем вернулся к месту своего постоянного размещения в Свеаборге.
4 июля 1817 г. Литовский полк был назначен в состав отдельного Литовского корпуса и переведен в город Лида Гродненской губернии. Полк рекрутировался из местного населения из-за чего в 1820 году в нем появился католический капеллан. 
При начале в 1830 году польского мятежа полк вошёл в состав действующей армии и участвовал в сражениях при Добре, Вавре и Грохове. 14 февраля 1831 г. 3-й батальон был отделён на сформирование Прагского пехотного полка, а взамен его поступил по окончании войны 3-й батальон пехотного фельдмаршала графа Сакена полка.
19 марта 1831 г. 1-й и 2-й батальоны, находясь в авангарде генерал-адъютанта Гейсмара, были атакованы у Гоцлавского Вавра всей польской армией и подверглись полному разгрому. Большая часть чинов полка, видя себя окружёнными со всех сторон превосходящими силами неприятеля, положила оружие и сдалась полякам с двумя знамёнами и двумя орудиями, находившимися при полку. В этом сражении Литовский полк потерял своего командира, 22 офицера и 1140 нижних чинов, считая в том числе 14 офицеров и 759 нижних чинов пленных; только 6 офицеров и 236 нижних чинов пробили себе дорогу штыками. «Капитуляция Литовского полка в открытом поле представляется, — по словам полкового историка, — исключительным примером в русской армии, полки которой предпочитали лучше быть истреблёнными, нежели целиком класть оружие перед неприятелем без попытки проложить себе путь штыками».

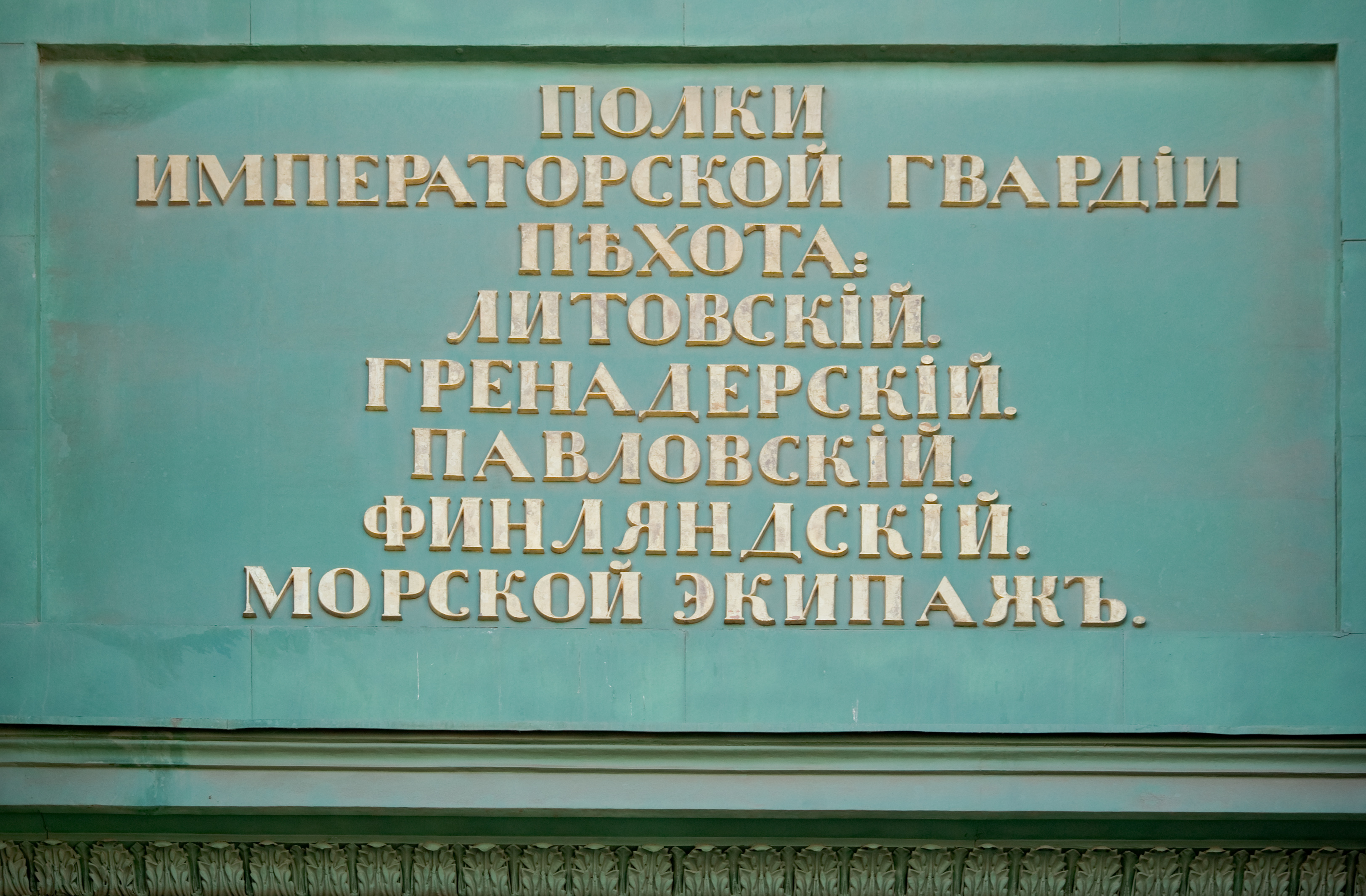
Упоминание Литовского пехотного полка на Нарвских воротах в Санкт-Петербурге

3 мая 1831 г. остатки полка прибыли в Брест, и Литовцы начали постепенно пополняться чинами 1-го и 2-го корпусов. После своего укомплектования полк снова принял участие в военных действиях и находился при преследовании корпуса Ромарино в Галицию.
28 января 1833 г., при переформировании всей пехоты, полк, с присоединением к нему 2-го батальона 48-го егерского полка, был наименован Литовским егерским и приведён в состав четырёх батальонов.
В 1841 г. 2-й батальон был командирован на Кавказ, на Черноморскую береговую линию, и принял участие в экспедиции в землю убыхов. 22 января 1842 г. 2-й батальон полка поступил на укомплектование войск отдельного Кавказского корпуса, а вместо него был сформирован при полку новый батальон.
8 января 1844 г. три батальона выступили на Кавказ и получили назначение охранять Военно-Грузинскую дорогу. В этом же году 1-й батальон принял участие в нескольких экспедициях в Малой (Западной) Чечне на реке Валерик для наказания непокорных карабулаков и находился во многих перестрелках с горцами.
27 февраля 1845 г. к полку был присоединён батальон Углицкого егерского полка, который и составил 5-й батальон. В 1845 г. 1-й батальон батальон был назначен в состав Чеченского отряда и, участвуя в Даргинском походе, особенно отличился в Ичкеринском бою, при занятии завалов у Герзель-аула. За Даргинский поход 1-й батальон получил 18 марта 1846 года новое знамя с надписью «За поход в Анди в июне и взятие Дарго 6 июля 1845 г.».
16 декабря 1845 г. 2-й и 3-й батальоны были выделены на сформирование Кубанского егерского полка, а Литовский полк приведён в состав четырёх батальонов.
10 мая 1849 г., по случаю войны с Венгрией, полк находился в походе в Трансильванию и участвовал 11 июля в бою в Ойтузском ущелье.
Во время Восточной войны, в 1853 г., при полку были сформированы из бессрочно-отпускных 5-й и 6-й резервные и 7-й и 8-й запасные батальоны.
Назначенный на усиление Кавказских войск, полк отплыл 17 сентября 1853 г. к берегам Черноморского побережья и, высадившись в Сухум-Кале и Анаклии, направился в Закавказье. Участвуя в сражениях с турками на реке Ингури и у селения Хорши, Литовцы особенно отличились 4 июня 1854 г. за рекой Чолоком, причём в последнем сражении 3-й батальон геройски атаковал турецкую батарею и захватил шесть орудий. За оказанное отличие 3-й батальон получил 4 октября 1854 г. Георгиевское знамя с надписью «За отличие в сражении против турок за р. Чолоком 4 июня 1854 года». Кроме того, полку были пожалованы 30 августа 1856 г. знаки на головные уборы с надписью «За отличие в 1854 и 1855 годах». 5-й и 6-й резервные батальоны с 13 сентября 1854 г. по 27 августа 1855 г. доблестно участвовали в обороне Севастополя и за оказанные мужество и храбрость были награждены 30 августа 1856 г. Георгиевскими знамёнами с надписью «За Севастополь в 1854 и 1855 гг.» и знаками на головные уборы с надписью «За Севастополь с 13 сентября 1854 года по 27 августа 1855 года».

17 апреля 1856 г., после окончательного упразднения егерских полков, Литовский полк был наименован пехотным. В том же году резервные и запасные батальоны также были упразднены и в четырёх действительных батальонах были сформированы стрелковые роты.

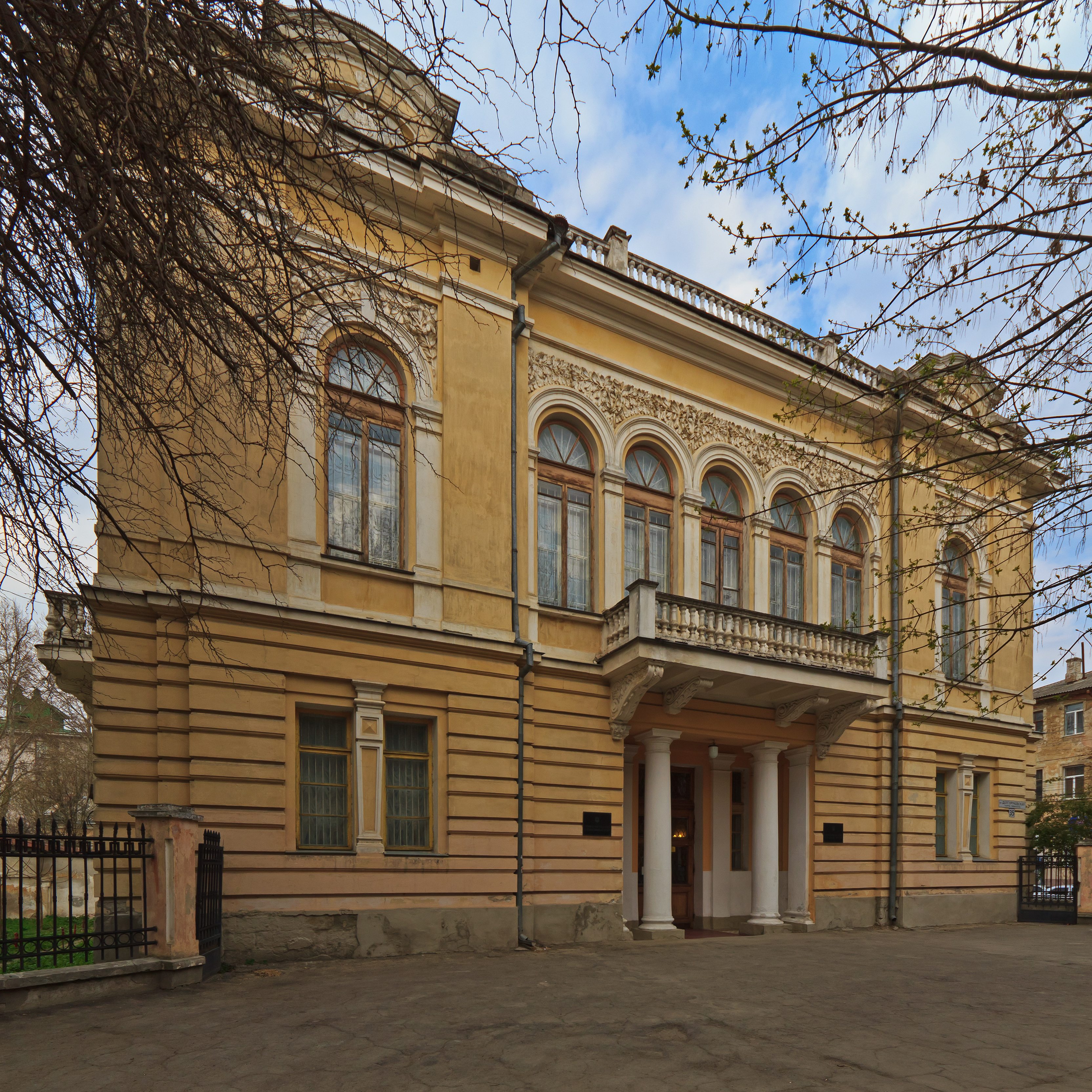
Здание офицерского собрания 51-го Литовского полка в Симферополе

Последующие три года полк участвовал в действиях против горцев Западного Кавказа и находился в нескольких экспедициях за Кубанью и в Лабинском округе. 22 июля 1859 г. Литовцы выступили с Кавказа.
6 апреля 1863 г. из 4-го батальона и бессрочно-отпускных был сформирован Литовский резервный полк, названный 13 августа 1863 г. Путивльским пехотным. 25 марта 1864 г. к наименованию полка был присоединён № 51.
Во время русско-турецкой войны 1877—1878 гг. полк охранял побережье Крыма.
14 мая 1879 г. из трёх стрелковых рот и вновь образованной 16-й роты был сформирован 4-й батальон. В этом же году полку пожалован встречный марш лейб-гвардии Литовского полка.
30 июля 1904 г. наследник цесаревич великий князь Алексей Николаевич был назначен полковым шефом, и полку повелено именоваться 51-м пехотным Литовским Его Императорского Высочества Наследника Цесаревича полком.
Полк отличился в Первую мировую войну, действуя, в т. ч. в сражении под Янчиным.

## Знаки отличия полка
- Полковое Георгиевское знамя с надписью «За поход в Анди в июне и взятие Дарго 6 июля 1845 г. и за отличие в сражении против турок за р. Чолоком 4 июня 1854 года» и «1809—1909» с Александровской юбилейной лентой.
- Знаки отличия на головные уборы для нижних чинов с надписью «За Севастополь с 13 сентября 1854 года по 27 августа 1855 года».

## Шефы полка
- 17.01.1811 — 01.09.1814 — полковник (с 11.01.1814 генерал-майор) барон Розен, Фёдор Фёдорович.
- 30.07.1904 — 04.03.1917 — наследник цесаревич великий князь Алексей Николаевич.

## Командиры полка
- 15.10.1811 — 17.03.1818 — майор (с 11.01.1814 подполковник) Сергеев, Борис Лукич
- 17.03.1818 — 28.02.1829 — подполковник (с 04.10.1820 полковник) Никитин, Михаил Фёдорович
- 01.04.1829 — 11.04.1831[3] — полковник Курош, Михаил Иванович
- 17.05.1831 — 04.03.1840 — полковник (с 26.03.1839 генерал-майор) Масловский, Фёдор Афанасьевич
- 04.03.1840 — 22.10.1851 — подполковник (с 16.04.1841 полковник, с 08.04.1851 генерал-майор) Артамонов, Павел Петрович
- 06.12.1851 — 15.09.1855[4] — полковник князь Гагарин, Лев Васильевич
- 19.09.1855[5] — 19.07.1859 — полковник Чихачёв, Николай Николаевич
- 19.07.1859 — 08.06.1868 — полковник Шафиров, Пётр Васильевич[6]
- 08.06.1868 — 13.11.1874[7]— полковник Арцибашев, Пётр Иванович[6]
- 30.11.1874 — 17.12.1878 — полковник Защук, Александр Иосифович
- 05.02.1879 — 10.06.1885 — полковник Калинин, Александр Павлович
- 10.06.1885 — 12.01.1886 — полковник Козлов, Николай Иванович
- 19.01.1886 — 03.11.1887 — полковник Церпицкий, Константин Викентьевич
- 11.11.1887 — 29.10.1892 — полковник Казбек, Георгий Николаевич
- 23.11.1892 — 07.05.1894[8] — полковник Гротенфельд, Николай Николаевич
- 02.08.1894 — 17.04.1898 — полковник Мягков, Александр Викторович
- 02.06.1898 — 04.04.1901 — полковник Холодовский, Иван Иванович
- 22.05.1901 — 26.01.1905[9] — полковник Никулин, Михаил Александрович
- 24.02.1905 — 24.03.1910[10] — полковник Черепахин-Иващенко, Дмитрий Георгиевич
- 24.03.1910 — 03.01.1915 — полковник Лихачёв, Гавриил Александрович
- 24.01.1915 — 29.04.1915 — полковник Ткаченко, Алексей Алексеевич
- 29.04.1915 — 29.07.1915 — полковник Вадзинский, Владимир Иванович
- 24.08.1915 — 28.05.1916 — полковник Тарбеев, Иван Михайлович
- 31.05.1916 — 23.10.1916 — полковник Стахов, Михаил Степанович
- 14.12.1916 — 24.04.1917 — полковник Лисицын, Константин Константинович
- 27.05.1917 — хх.12.1917 — полковник Погоржельский, Бронислав-Евгений Александрович

## Известные люди, служившие в полку
- Капельмейстер Богорад Яков Иосифович — композитор и нотоиздатель, оркестрировал марш «Прощание славянки» и напечатал в своей симферопольской типографии «Богорад и К°» первую сотню экземпляров нот марша.
- Дебу, Иосиф Львович —  генерал-майор, начальник левого фланга Кавказской линии, командир 1-й бригады 22-й пехотной дивизии и командир правого фланга Кавказской линии.
- Жабокритский, Иосиф Петрович  — русский генерал.
- Малер, Вильям Христианович — генерал-майор, герой обороны Севастополя.
- Пустошкин (Борецкий), Иван Петрович — актёр Императорской драматической труппы.
- Сергеев (Сергеев-Ценский), Сергей Николаевич — русский писатель.

## Другие формирования этого имени
- Лейб-гвардии Литовский полк — это имя носили два полка:
  - старый лейб-гвардии Литовский полк был сформирован в 1811 году и в 1817 году переименован в лейб-гвардии Московский полк
  - новый лейб-гвардии Литовский полк сформирован взамен старого.
- Татарский Литовский конный полк — был сформирован 3 апреля 1797 г. из литовских татар под именем Пинского конного полка; 31 октября 1798 г. назван Татарским конным полком; в ноябре 1807 г. переформирован в Татарский уланский полк; расформирован в 1833 г.
- 5-й уланский Литовский полк — сформирован 29 марта 1803 г. из поляков и литовцев, выделенных из состава Татарского конного полка как Литовский конный полк и в 1807 г. назван уланским. В 1882—1907 гг. именовался 14-м драгунским полком. Иногда ошибочно именуется Литовским гусарским полком.
- Литовский мушкетёрский полк — сформирован 27 января 1800 г. под именем Сенатского полка, 29 марта 1801 г. получил имя Литовского мушкетёрского полка, 19 октября 1810 г. переформирован в 33-й егерский полк.
- Литовский пионерный батальон — сформирован 21 февраля 1823 года как Пионерный батальон отдельного Литовского корпуса и в том же году 19 сентября назван Литовским пионерным. 15 октября 1829 года переименован в сапёрный и 20 октября 1831 года — в 3-й сапёрный батальон.
- 1-й и 2-й Литовские полки Великого герцогства Варшавского (затем Царства Польского) — польские полки, упразднены в 1831 г. вместе с отдельными вооружёнными силами Польши.
- Литовский егерский корпус — сформирован в 1795 году, постепенно расформирован в 1797—1810 гг., батальоны корпуса обращались на формирование егерских полков.